# Dennis Hwang
Dennis Hwang o Hwang Jeong-mok (황정목?, 黃正穆?, Hwang ChŏngmokMR) (Knoxville, 1978) è un designer statunitense che realizza i loghi di Google in occasioni speciali.
Ha disegnato il suo primo logo per Google in onore della  festa nazionale della Bastiglia, il 14 luglio 2000, su richiesta di Larry Page e Sergey Brin, che da allora lo hanno designato alla specialità dei loghi. Altri loghi sono stati realizzati commemorando il giorno del Ringraziamento, Natale, fino ad eventi inusuali come la data di nascita di Piet Mondrian.
Nato a Knoxville (Tennessee), fu trasferito in Corea all'età di cinque anni. La sua residenza fu Gwacheon dove egli ritiene di aver avuto un'infanzia normale. Ha frequentato scuole pubbliche, spendendo sei anni alla Gwacheon Elementary School e due alla Munwon Middle School, prima di ritornare a Knoxville per laurearsi alla Bearden High School. La sua passione per il disegno durante questi anni non era particolarmente apprezzata ma tuttora costituisce la sua fonte di reddito e benessere. Tornato a Knoxville nel 2003 gli fu assegnato un Appalachian Arts Fellow Award al World's Fair Park dall'allora sindaco Victor Ashe. Ashe omaggiò Hwag dicendo che i suoi lavori erano visti centinaia di milioni di volte ogni settimana e raggiungevano ogni angolo del globo considerandolo l'artista di Knoxville più persistente.
Il ruolo più importante che ha ricoperto fu webmaster internazionale di Google, che lo ha reso responsabile dei contenuti internazionali e lo ha tenuto molto occupato.
Attualmente è responsabile di tutti i webmaster di Google e la progettazione dei loghi interessa circa il venti per cento del suo lavoro.